# Yves Ciampi
Yves Ciampi (ur. 9 lutego 1921 w Paryżu, zm. 5 listopada 1982 tamże) – francuski reżyser filmowy. W latach 1957–1975 jego żoną była japońska aktorka Keiko Kishi. Jego film Niebo nad głową z 1965 roku rywalizował na 4. Międzynarodowym Festiwalu Filmowym w Moskwie, gdzie zdobył Złoty Medal. W 1969 roku był członkiem jury na 6. Międzynarodowym Festiwalu Filmowym w Moskwie.

## Wybrana filmografia
- Suzanne et les brigands (1949)
- Jakiś pan (Un certain monsieur, 1950)
- Un grand patron (1951)
- Le Plus heureux des hommes (1952)
- Le Guérisseur (1953)
- Bohaterowie są zmęczeni (Les Héros sont fatigués, 1955)
- Tajfun nad Nagasaki (Typhon sur Nagasaki, 1957)
- Le vent se lève (1959)
- Kim pan jest, doktorze Sorge? (Qui êtes-vous Monsieur Sorge?, 1961)
- Liberté I (1962)
- Niebo nad głową (Le Ciel sur la tête, 1965)
- A quelques jours près (1969)